# (95020) Nencini
(95020) Nencini est un astéroïde de la ceinture principale.

## Description
(95020) Nencini est un astéroïde de la ceinture principale. Il fut découvert le 10 janvier 2002 à Campo Imperatore par Fabrizio Bernardi. Il présente une orbite caractérisée par un demi-grand axe de 2,58 UA, une excentricité de 0,15 et une inclinaison de 7,3° par rapport à l'écliptique.